# تهل شریف
تهل شریف (به انگلیسی: Thill) یک روستا در پاکستان است که در جهلم واقع شده‌است. تهل شریف ۳٬۰۰۰ نفر جمعیت دارد و ۲۱۹ متر بالاتر از سطح دریا واقع شده‌است.